# Espiridion Laxa
Espiridion Laxa (?- 15 september 2009) was een Filipijns advocaat en filmproducent. Laxa was werkzaam als partner bij Laxa, Mapile & Associates Law Office, maar werd vooral bekend om zijn activiteiten in de Filipijnse filmwereld. Hij produceerde met zijn bedrijf Tagalog Ilang-Ilang Productions ongeveer 30 films. Ook was hij actief in enkele prominente filmorganisaties. Zo was hij onder andere voorzitter van de Film Academy of the Philippine (FAP) en lid van het uitvoerend comité van het Metro Manila Film Festival (MMFF).
Voor zijn werk in de filmwereld kreeg Laxa onder andere een Lifetime Achievement Award (van FAP), een Dr. Ciriaco Santiago Memorial Award en een Flavio Macaso Memorial Award (beiden van FAMAS).
Laxa overleed op 79-jarige leeftijd aan de gevolgen van prostaatkanker. Hij was de oudere broer van acteur Tony Ferrer, die in de jaren 70 beroemd werd als Tony Falcon, de Filipijnse versie van James Bond en de oom van actrice Maricel Laxa.

## Films
| - Baril sa baril (1961) - Tondo Boy (1962) - Hari ng mga maton (1962) - Markang rehas (1962) - Patapon (1963) - Basagulero (1963) - Isputnik vs. Darna (1963) - Kung hindi ka susuko...! (1963) - Pambato (1964) - Sa kamay ng mga kilabot (1965) - Labanang lalake! (1965) - Karate Kid (1967) - The Specialists (1968) - The Crimebuster (1968) - The Blackbelter (1968) | - Raton Ariel (1968) - Masters of Karate (1968) - Karate Fighters (1968) - Bigat ng kamay (1968) - Armalite Commandos (1968) - Don't Ever Say Goodbye (1972) - Mr. Lonely (1972) - Kampanerang kuba (1973) - You Are My Destiny (1973) - King Khayam and I (1974) - Darna and the Giants (1974) - Darna vs. the Planet Women (1975) - Ibigay mo sa akin ang bukas (1986) - Mabuting kaibigan... masamang kaaway (1991) |